# Shas
Shas (em hebraico:  ש"ס, abreviação de שומרי - תורה ספרדים, "Federação Sefardita dos Guardiães da Torá") é um partido religioso ultraortodoxo israelense que representa a comunidade sefardita (judeus originários da Península Ibérica e Oriente Médio), criado em 1984. No Knesset eleito em 2009, o Shas ganhou 11 cadeiras e é o quinto maior partido do parlamento.
Os princípios do partido são a conservação da ortodoxia ibero-judaica e a melhora do sistema social do país. O partido não é democrático e as decisões políticas são tomadas pelo rabino Ovadia Yosef, o mentor espiritual do partido. A gestão do partido está a cargo do seu chefe político, Eli Yishai.
O rabino Ovadia Yosef é conhecido por seus pronunciamentos marcados por discriminação e ódio aos não judeus. Em 2001, provocou surpresa e indignação, ao pregar a aniquilação dos árabes, em sermão pronunciado durante as comemorações do início da Páscoa judaica. "É proibido ter piedade deles. Temos que lançar nossos mísseis para aniquilá-los. Eles são diabólicos e malditos", disse o rabino. Em 2010, declarou que os não judeus são jumentos, cuja principal razão de existir é servir aos judeus.

## História
Cerca de metade dos judeus de Israel são sefarditas, tradicionalmente muito ligados à prática religiosa do judaísmo. Desde a independência de Israel, uma parte desse eleitorado contestou a dominação dos aparelhos políticos pelos ashkenazes, apoiando listas étnicas, tais como a Associação Yemenita, a União Sefardita ou o Partido Tami marroquino. De fato, os candidatos sefarditas eram muito raros no conjunto dos partidos políticos. Esses partidos étnicos foram, todavia, efêmeros e raramente duravam mais que uma legislatura.
Parte dos imigrantes sefarditas matriculava seus filhos em escolas ultraortodoxas, o que deu origem a uma população sefardita ultraortodoxa, que em geral votava no Agudat Israel, partido ultraortodoxo de origem europeia. A recusa desse partido em apresentar candidatos sefarditas levou à criação do Shas, em 1984, com o apoio de um dos rabinos mitnagdim mais influentes da época, o rabi Shach.

## Programa político
O Shas se baseia no princípio segundo o qual o Estado de Israel é o Estado do povo judeu. Portanto, o Shas se propõe a zelar pelo respeito à identidade judia em todas as suas decisões. Suas relações com o sionismo, ao qual historicamente sempre teve muitas reservas, assim como todos os haredim, têm se estreitado e, em 2010, o partido anunciou sua intenção de aderir à Organização Sionista Mundial. Na ocasião, um representante do Shas, Yaakov Margi, declarou: "Nós nos definimos como um partido sionista, como judeus praticantes que amam Israel".
Forte opositor da retirada unilateral dos territórios palestinos (2005), o Shas luta pelo fortalecimento dos assentamentos até que um acordo permanente seja alcançado. Apesar de identificado com políticas consideradas de direita em Israel, o partido compôs governos liderados tanto pelo conservador Likud quanto pelo Partido Trabalhista, de centro-esquerda.
O Shas se opõe fortemente a tentativas de diminuir as características religiosas judaicas de Israel, como as propostas de casamento civil e alistamento militar obrigatório para religiosos ortodoxos — bandeiras do Yisrael Beitenu.

## Resultados eleitorais
Eleições legislativas
| Data    | CI. | Votos   | %            | +/- | Deputados | +/-     | Status   |
| ------- | --- | ------- | ------------ | --- | --------- | ------- | -------- |
| 1984    | 6.º | 63 605  | 3,1 / 100,0  |     | 4 / 120   |         | Oposição |
| 1988    | 3.º | 107 709 | 4,7 / 100,0  | 1,6 | 6 / 120   | 2       | Governo  |
| 1992    | 6.º | 129 347 | 4,9 / 100,0  | 0,2 | 6 / 120   | Estável | Governo  |
| 1996    | 3.º | 259 796 | 8,5 / 100,0  | 3,6 | 10 / 120  | 4       | Governo  |
| 1999    | 3.º | 430 676 | 13,0 / 100,0 | 4,5 | 17 / 120  | 7       | Governo  |
| 2003    | 4.º | 258 879 | 8,2 / 100,0  | 4,8 | 11 / 120  | 6       | Oposição |
| 2006    | 3.º | 299 054 | 9,5 / 100,0  | 1,3 | 12 / 120  | 1       | Governo  |
| 2009    | 5.º | 286 300 | 8,5 / 100,0  | 1,0 | 11 / 120  | 1       | Governo  |
| 2013    | 5.º | 331 868 | 8,8 / 100,0  | 0,3 | 11 / 120  | Estável | Oposição |
| 2015    | 7.º | 241 613 | 5,7 / 100,0  | 3,1 | 7 / 120   | 4       | Governo  |
| 04/2019 | 3.º | 247 330 | 6,1 / 100,0  | 0,4 | 8 / 120   | 1       | -        |
| 09/2019 | 4.º | 330 199 | 7,4 / 100,0  | 1,3 | 9 / 120   | 1       | -        |
| 2020    | 4.º | 352 842 | 7,7 / 100,0  | 0,3 | 9 / 120   | Estável | Governo  |
| 2021    | 3.º | 315 617 | 7,2 / 100,0  | 0,5 | 9 / 120   | Estável |          |